# (24952) 1997 QJ4
(24952) 1997 QJ4, cũng được viết 1997 QJ4, nó có cộng hưởng quỹ đạo với Sao Hải Vương 2:3. Nó được phát hiện ngày 28 tháng 8 năm 1997 bởi Jane Lưu, Chad Trujillo, David C. Jewitt và K. Berney. Nó có điểm cận nhật (điểm nằm gần Mặt Trời nhất) vào 30,463 AU, và điểm viễn nhật (điểm nằm xa Mặt Trời nhất) khoảng 48,038 AU, vì vậy nó di chuyển theo quỹ đạo tương đối lập dị (0,224). (24952) 1997 QJ4 có đường kính khoảng 139 km, bởi vậy mà nó không được phân loại là một hành tinh lùn.